# Sense of Gender Award
Der Sense of Gender Award (japanisch センス・オブ・ジェンダー賞 Sensu Obu jendā-shō, kurz SOG) ist ein japanischer Literaturpreis, der seit 2001 von der Association for Gender Fantasy & Science Fiction für Werke aus dem Bereich der Science-Fiction und Fantasy verliehen wird, die analog dem amerikanischen Otherwise Award in beispielhafter Form Themen der Geschlechterrollen thematisieren.
Neben dem Hauptpreis wurden Spezialpreise vergeben und von 2005 bis 2012 ein Preis für internationale (vorwiegend englische) Werke, die in japanischer Übersetzung erschienen sind.
Den Hauptpreis haben bislang erhalten:
- 2001: Sunako Kayata: スカーレット・ウィザード Sukāretto uizādo, Scarlett Wizard (5 Bde.)
- 2002: Megumi Kobayashi: 宇宙生命図鑑 Uchū seimei zukan
- 2003: Yoriko Shōno: 水晶内制度 Shuǐjīng nèi zhìdù
- 2004: Chise Kasuya: アマゾニア Amazonia
- 2005: Kaho Nashiki: 沼地のある森を抜けて Numachi no aru mori wo nukete
- 2006: Hirotaka Tobi: ラギッド・ガール－廃園の天使2 Ragiddo gāru - haien no tenshi 2
- 2007: Rieko Matsuura: 犬身 Keishin
- 2008: Terumi Kojima: ヘルマフロディテの体温 Herumafurodite no taion
- 2009: Akira (日日日): ビスケット・フランケンシュタイン Bisuketto furankenshutain
- 2010: Sayuri Ueda: 華竜の宮 Hana tatsunomiya
- 2011: Yumiko Kawahara: ななめの音楽 Naname no ongaku (2 Bde.)
- 2012: Shinobu Suga: 芙蓉千里 Fúróng qiānlǐ (3 Bde.)
- 2013: Hiroe Suga: 誰に見しょとて Dare ni mi sho tote
- 2014: Zakatarō Nogi: 幽麗塔 Yōu lì tǎ
- 2015: オメガバース現象 Omegabāsu genshō Omegaverse
- 2016: nicht vergeben
- 2017: Natsuki Koyata: 望むのは Nozomu no wa
- 2018: Chiko Tanaka: 徴産制 Zhēng chǎn zhì

Preisträger in der Kategorie für Übersetzungen waren:
- 2005: Theodore Sturgeon: Venus Plus X
- 2006: Eileen Gunn: Stable Strategies and Others
- 2007: Wen Spencer: A Brother's Price
- 2008: Carol Emshwiller: Carmen Dog / Ellen Kushner: The Privilege of the Sword
- 2009: China Miéville: Perdido Street Station
- 2010: Bernard Beckett: Genesis
- 2011: N. K. Jemisin: The Hundred Thousand Kingdoms
- 2012: Gail Carriger: The Parasol Protectorate-Serie (Soulless, Changeless, Blameless, Heartless, Timeless) / Marie Lu: Legend